# Всесвітня виставка 2023
Всесвітня виставка 2023 або Expo 2023 — скасована Всесвітня виставка, яку планувалося провести в 2023 році в Буенос-Айресі, Аргентина. 15 листопада 2017 року Міжнародне виставкове бюро (BIE) призначило Буенос-Айрес містом-господарем виставки. Це мала бути перша виставка BIE Expo в Аргентині та перша в Латинській Америці з моменту створення BIE. У жовтні 2020 року Аргентина оголосила, що через пандемію COVID-19 в Аргентині та подальшу фінансову кризу Експо не буде проведено, як було заплановано, у 2023 році

## Огляд
Виставка мала відбутися з 15 січня по 15 квітня 2023 року
Орієнтовна кількість відвідувачів мала скласти 9,4 мільйонів, з них 79 % відвідувачів на один день і 4 % іноземних відвідувачів.
Очікувалась участь понад 100 країн.

## Тема
Тема виставки була: «Наука, інновації, мистецтво та творчість для людського розвитку. Творчі індустрії в цифровій конвергенції». Вона повинна була мати три підтеми: «Як цифрова конвергенція змінює креативні індустрії та повсякденне життя», «Соціально-економічний вплив креативних індустрій на цифрову конвергенцію» та «Культурний вплив креативних індустрій на цифрову конвергенцію».

## Підготовка

### Будівельні роботи
На виставці приймалися пропозиції на шість будівельних робіт у рамках «Конкурсу архітектурних ідей». Було подано 200 заявок від понад 2000 учасників.
Проєкти стосувалися: аргентинського павільйону; Міністадіону і Міжнародного павільйону; міжнародних павільйонів; Антена та точки огляду; Тематичних павільйонів; і громадського простір, бульвару і міст.
Другий для «Малого стадіону та будівництва міжнародних павільйонів», який мав оновити дві існуючі будівлі та створити сполучне фойє. Архітектором-переможцем став Вальтер Касола.
Шостий проект для громадських місць включає міст для перетину проспекту Генерала Паса, що з'єднує дві частини експозиційної території. Архітекторами-переможцями стали Родріго Грассі, Марія Охман, Карла Монтауті та Пабло Пшепюрка.

### Визнання
«Досьє про визнання» аргентинської виставки було подано до BIE 14 січня 2019 року 14 жовтня 2020 року уряд повідомив BIE, що вони не зможуть провести захід, як планувалося, і потребують більше часу.

## Кандидатура
Було ще дві заявки на проведення спеціалізованої виставки. Місто Лодзь,  Польща, подало заявку на тему «City Re: Invented» 15 червня 2016 року
Міннеаполіс, штат Міннесота,  США — подали тендерну пропозицію з темою «Здорові люди, здорова планета: здоров'я та добробут для всіх».
На 162-й Генеральній асамблеї BIE 15 листопада 2017 року відбулося таємне голосування для визначення переможця. Перше голосування присудило 46 голосів Буенос-Айресу та Лодзю, а Міннеаполіс набрав лише 25 (і 1 утримався). Це означало, що Міннеаполіс вибув і відбувся другий тур голосування, який дав 62 голоси Буенос-Айресу та 56 Лодзі.